# ویتنام
ویتنام با نام رسمی جمهوری سوسیالیستی ویتنام (به ویتنامی: Cộng hòa Xã hội chủ nghĩa Việt Nam)
 یک کشور در آسیای جنوب شرقی است. ویتنام با مساحت حدود ۳۱۱٬۶۹۹ کیلومتر مربع، در بخش شرقی سرزمین اصلی جنوب شرق آسیا قرار دارد. ویتنام با جمعیتی بالغ بر ۹۷ میلیون نفر ۱۵مین کشور پرجمعیت جهان به‌شمار می‌رود.
ویتنام از شمال با چین، از غرب با لائوس و کامبوج همسایه است و از طریق خلیج تایلند با تایلند، فیلیپین و اندونزی، و از طریق دریای جنوبی چین با مالزی، مرز آبی دارد. پایتخت ویتنام هانوی است و بزرگ‌ترین شهر آن هوشی‌مین (سایگون سابق) است.
سرزمین ویتنام از اوایل دوران پارینه سنگی مسکونی بوده‌است. نخستین دولت شناخته‌شده ویتنامی در حدود هزاره نخست پیش از میلاد بر دلتای رود قرمز، شمال ویتنام امروزی، قرار داشت. امپراتوری هان در سال ۱۱۱ پیش از میلاد سرزمین‌های ویتنام را ضمیمه خاک خود کرد. در نتیجه ویتنام از سال ۱۱۱ پیش از میلاد تا ۹۳۹ پس از میلاد، سال تأسیس نخستین امپراتوری مستقل ویتنامی، تحت تسلط چین قرار گرفت.
امپراتوری‌های ویتنامی بعدی تا حد زیادی از فرهنگ چینی، به‌خصوص بودیسم و آیین کنفوسیوس، تأثیر گرفتند و آن را در جنوب، تا انتهای دلتای رود مکونگ، گسترش دادند. آخرین سلسله سلطنتی ویتنام، سلسله نگوین، در سال ۱۸۸۷ توسط فرانسوی‌ها از بین رفت و ویتنام از این سال تحت استعمار فرانسوی‌ها قرار گرفت. پس از انقلاب اوت، دولت ملی ویت مین، به رهبری کمونیستی به نام هو شی مین، در سال ۱۹۴۵ از فرانسه اعلام استقلال کرد.
ویتنام در قرن بیستم جنگ‌های طولانی زیادی را پشت سر گذاشت. پس از پایان جنگ جهانی دوم، فرانسه تلاش کرد تا در جنگ اول هندوچین قدرت استعماری خود را در ویتنام بازپس بگیرد. اما در سال ۱۹۵۴ از ویتنامی‌ها شکست خورد. اندکی پس از این جنگ، جنگ ویتنام آغاز شد. طی این جنگ سرزمین ویتنام به دو بخش تقسیم شد: ویتنام شمالی که یک حکومت کمونیست داشت و از حمایت چین و اتحاد جماهیر شوروی برخوردار بود، ویتنام جنوبی که حکومتی ضدکمونیست داشت و از حمایت ایالات متحده آمریکا برخوردار بود.
جنگ ویتنام در سال ۱۹۷۵، با سقوط سایگون توسط کمونیست‌های ویتنامی تمام شد و ویتنام در سال ۱۹۷۶ تحت یک حکومت متمرکز سوسیالیست، تحت رهبری حزب کمونیست ویتنام، متحد شد. اما اقتصاد دستوری ناکارآمد، تحریم‌های آمریکا و جامعه جهانی و جنگ با کامبوج و چین، باعث فلج شدن و رکود اقتصادی ویتنام شد. در سال ۱۹۸۶، حزب کمونیست ویتنام اصلاحات اقتصادی و سیاسی خود را آغاز کرد و در پی آن اقتصاد ویتنام به یک اقتصاد بازار محور تبدیل شد.
این اصلاحات باعث تسهیل ادغام ویتنام به جامعه جهانی شد. ویتنام اکنون یک کشور در حال توسعه با اقتصادی متوسط و درآمدی پایین و یکی از سریع‌ترین اقتصادهای در حال رشد قرن بیست و یکم است.
ویتنام از اعضای نهادهای بین‌المللی و بین دولتی مانند سازمان ملل متحد، انجمن ملل آسیای جنوب شرقی، سازمان همکاری‌های اقتصادی آسیا–پاسفیک، توافق شراکت جامع و پیشروی ترنس-پاسیفیک، جنبش عدم تعهد، سازمان بین‌المللی فرانکفونی و سازمان تجارت جهانی است. همچنین ویتنام دو بار در شورای امنیت سازمان ملل متحد عضویت داشته‌است. امروزه فساد و مسئله حقوق بشر از دغدغه‌های مهم ویتنام است.
دولت خودخوانده‌ای تحت عنوان جمهوری سوم ویتنام ادعای حاکمیت برکل این سرزمین را دارد و ظاهرا؛ احتمالا جمهوری سوسیالیستی ویتنام را به رسمیت نمی‌شناسد.

## ریشه‌شناسی نام
نام Việt Nam (Vietnamese pronunciation:&nbsp;[viə̀t na:m]، (چو هان) chữ Hán) گونه‌ای از نام Nanyue (南越) است و می‌توان سابقه آن را در سلسله تریو، قرن دوم قبل از میلاد، ردیابی کرد. اصطلاح "Việt" (یوئه) (زبان‌های چینی: 越; پین‌یین: Yuè; Cantonese Yale: Yuht; وید جایلز: Yüeh4; ویتنامی: Việt) در چینی میانه برای اولین بار در نگارش واژه‌نگاشت "戉" (به معنای تبر)، در کتیبه‌های استخوانی و برنزی اواخر سلسله شانگ (حدود ۱۲۰۰ قبل از میلاد)، به کار رفته‌است.
این واژه در آن زمان به قوم یا رئیسی در شمال غربی چین اشاره داشت. در اوایل قرن هشتم قبل از میلاد، قبیله ای در یانگ‌تسه میانی، که یانگیو نامیده می‌شدند، و بعداً برای مردمان جنوبی تر استفاده شد. بین قرن‌های هفتم و چهارم قبل از میلاد، یوئه/ویت به ایالت یو در حوضه پایینی یانگ تسه و مردم آن اشاره داشت. از قرن سوم پیش از میلاد، این اصطلاح برای جمعیت‌های غیرچینی جنوب و جنوب غربی چین و شمال ویتنام، باگروه‌های قومی خاص به نام‌های مین یوئه، او یوئه، لو یوئه (Vietnamese: Lạc Việt) و غیره که مجموعاً بایوئه (Bách Việt, زبان‌های چینی: 百越; پین‌یین: Bǎiyuè; Cantonese Yale: Baak Yuet; ویتنامی: Bách Việt; "Hundred Yue/Viet";) نامیده می‌شدند، استفاده می‌شد.
اصطلاح بایوئه/باش ویت برای اولین بار در کتاب لوشی چانشیو، که در حدود ۲۳۹ قبل از میلاد گردآوری شده‌است، ظاهر شد. در قرون هفدهم و هجدهم میلادی، ویتنامی‌های تحصیل کرده ظاهراً خود را نگویی ویت (مردم ویت) یا نگویی نام (مردم جنوبی) می‌نامیدند.
لغت Việt Nam (الگو:Vi-nom) برای اولین بار در شعر فقهی سام ترانگ‌ترین، شاعر قرن شانزدهم، ثبت شده‌است. این نام همچنین بر روی ۱۲ سنگ یادبود حکاکی شده در قرن‌های ۱۶ و ۱۷ یافت شده‌است، از جمله یکی در بتکده بائو لام در هایفونگ که قدمت آن به سال ۱۵۵۸ برمی گردد.
در سال ۱۸۰۲، نگوین پوچ آن (که بعداً امپراتور گیگ لونگ شد) سلسله نگوین را تأسیس کرد. در دومین سال حکومت خود، از امپراتور جیاگینگ درخواست کرد تا پس از به دست گرفتن قدرت در آنام، لقب «پادشاه نام ویت / نانوئه» (南越 به چینی) را به او اعطا کند. امپراتور نپذیرفت زیرا این لقب مربوط به قلمروی ژیائو توئو، شامل مناطق گوانگشی و گوانگ‌دونگ در جنوب چین، بود؛ بنابراین، امپراتور چینگ تصمیم گرفت به جای نانوئه این منطقه را «ویت نام» بنامد.
میان سال‌های ۱۸۰۴ و ۱۸۱۳ نام ویتنام به‌طور رسمی توسط امپراتور گیا لونگ مورد استفاده قرار گرفت. این نام در اوایل قرن بیستم در کتاب تاریخ از دست دادن ویتنام اثر فان بوی چائو و بعد توسط حزب ملی‌گرای ویتنام (VNQDĐ) احیا شد. این کشور به‌طور معمول تا سال ۱۹۴۵، زمانی که دولت امپراتوری ویتنام در هوئه نام Việt Nam را رسماً پذیرفت، آنام نامیده می‌شد.

## تاریخ
در ۱۸۰۲، «نگوین آن» تونکن (شمال کشور)، آنام (مرکز) و کوشن‌شین (جنوب) را متحد و خود را امپراتور ویتنام ساخت. از دهه ۱۸۶۰ فرانسویان در این منطقه مداخله کردند، در ۱۸۸۳ سرزمینی تحت‌الحمایه در ویتنام به وجود آوردند و در ۱۸۸۷ اتحاد هندوچین را - شامل کامبوج و لائوس - تشکیل دادند. در دهه ۱۹۳۰ شورش‌های ضد استعماری آغازگر دوره‌ای از جنگ و اشغال بود که به مدت ۴۰ سال طول کشید. در ۱۹۴۰ ژاپن، ویتنام را اشغال و سرانجام حکومت دست‌نشانده‌ای تحت امپراتوری بائودای برپا کرد.
در ۱۹۴۱هوشی مین، رهبر کمونیست، ویت مین را به صورت ارتش ملی‌گرای چریکی برای جنگ با ژاپنی‌ها بنیاد نهاد. در ماه‌های آخر جنگ، ویت‌مین از آمریکا کمک دریافت کرد. پس از تسلیم ژاپن، جمهوری دمکراتیک ویتنام با ریاست هوشی‌مین در هانوی تأسیس شد. فرانسه تا ۱۹۴۶ سلطه خود را بازنیافت، و در ابتدا جمهوری دموکراتیک ویتنام را به عنوان یک «کشور آزاد» داخل هندوچین فرانسه به رسمیت شناخت. پس از برخورد میان حکومت هانوی و فرانسویان، هوشی‌مین هانوی را ترک و جنگ چریکی را با استعمارگران و بائودای، امپراتور به تخت بازگشته، آغاز کرد. ویت‌مین به تدریج تمام تونکن را به دست آورد و در ۱۹۵۴ فرانسویان را در دین‌بین‌فو، پس از ۵۵ روز محاصره، وادار به تسلیم کرد.
قرارداد صلح ژنو (ژوئیه ۱۹۵۴) ویتنام را به منطقه کمونیست در شمال و منطقه حکومت بائودای در جنوب تقسیم کرد. انتخابات در سراسر کشور برای ۱۹۵۶ زمان‌بندی شده بود، ولی شمال از شرکت امتناع کرد. در ۱۹۵۵ بائودین خلع شد و نگودین‌دیم در ویتنام جنوبی اعلام جمهوری کرد. رژیم سرکوبگر دیم موجب تشویق فعالیت چریک‌های کمونیست در جنوب شد و در ۱۹۶۰ [نیروی چریکی] ویت کنگ (کمونیست) با هدف سرنگون کردن دولت طرفدار غرب در ویتنام جنوبی تشکیل گردید. در ۱۹۶۱ جان فیتزجرالد کندی، رئیس‌جمهور آمریکا، مستشاران نظامی آمریکایی را برای کمک به ویتنام جنوبی اعزام کرد.
در ۱۹۶۴ گروه «مستشاران» به ارتشی از سربازان کادر آمریکا بسط یافته بود. پس از حمله‌ای که ویتنام شمالی به ناوهای نیروی دریایی آمریکا کرد (۱۹۶۴)، آمریکا بمباران هوایی شمال را به‌طور منظم آغاز کرد. در پایان ۱۹۶۴ قریب به ۲۰۰٬۰۰۰ نفر از نیروهای رزمی آمریکا در ویتنام درگیر عملیات بودند.
در برابر حمله موسوم به تت، کمونیستها در ۱۹۶۸ مقاومت شدند و ضعف ویتنام جنوبی آشکار گردید. مخالفت با جنگ در آمریکا افزایش یافت. در ۱۹۶۹ مذاکرات صلح آغاز شد ولی در ۱۹۷۰ نیروهای آمریکایی ضد ویت‌کنگ در لائوس و کامبوج فعال بودند. این جنگ طبق موافقات صلح پاریس (۱۹۷۳) رسماً به پایان رسید، ولی پس از عقب‌نشینی سربازان آمریکایی ادامه یافت. از زمان تسخیر جنوب (۱۹۷۵) از طرف کمونیستها و اتحاد مجدد ویتنام بازسازی کشور را جنگ مرزی با چین (۱۹۷۹) و اشغال کامبوج (۱۹۷۹ تا ۱۹۸۹) به دست نیروهای ویتنامی به تأخیر انداخته‌است.
فقدان کمک و سرمایه‌گذاری غربی مانع توسعه اقتصادی بوده، و این وضع، در ترکیب با سرکوب سیاسی، منجر به فرار شمار کثیری پناه‌جو («قایق‌سوار»)از کشور شده‌است. از ۱۹۸۹ کوشش برای جذب سرمایه غربی موجب اتخاذ سیاست‌های عملی‌گرایانه‌تری شده‌است.

## جغرافیا

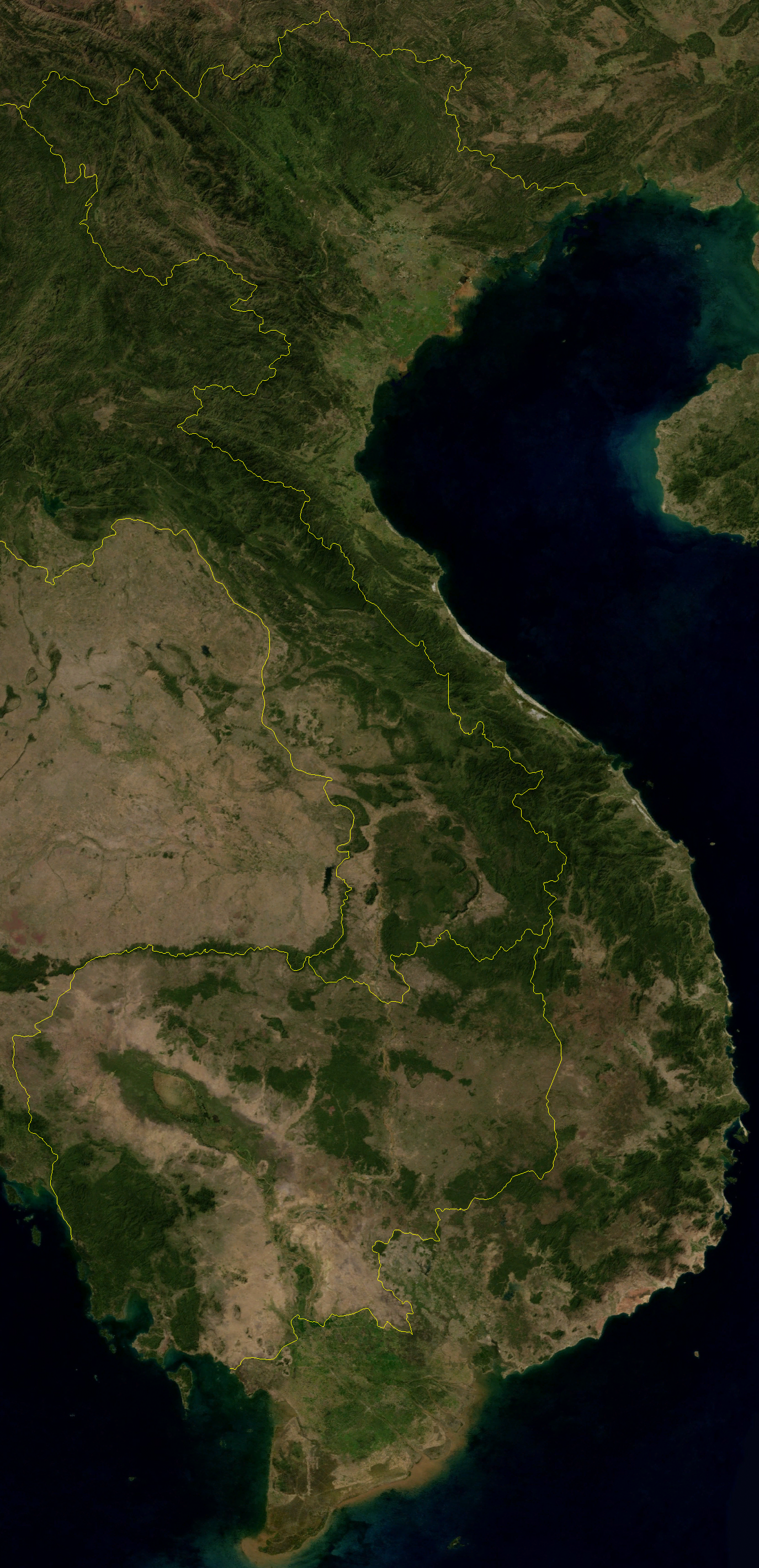
تصویربرداری ماهواره‌ای ویتنام

جمهوری سوسیالیستی ویتنام با مساحت ۳۳۰٬۳۶۳ کیلومتر مربع در قسمت شرقی شبه جزیره هند و چین در منطقه جنوب شرقی آسیا واقع شده‌است. ویتنام از شمال با جمهوری خلق چین همسایه بوده و از شرق به خلیج Tonkin و دریای چین جنوبی محدود است. این کشور از غرب با کشور لائوس و در قسمت جنوب غرب با کشور کامبوج مرز مشترک دارد. ویتنام از جنوب نیز به دریای چین جنوبی محدود است. ویتنام باریکه طویلی به طول یک هزار مایل است که از کرانه دلتای رود مکونگ در جنوب تا مرز چین در شمال بطول ۱۶۵۰ کیلومتر امتداد دارد. طول سواحل این کشور ۳۴۴۴ کیلومتر است.
به‌طور کلی ویتنام از سه منطقه شمالی، منطقه مرتفع مرکزی و دلتای رودمکونگ تشکیل شده‌است. از نظر جغرافیای طبیعی این کشور باریکه طویلی بطول یک هزار مایل از دلتای رود مکونگ در جنوب تا دلتای رود سرخ در شمال امتداد دارد. دو رودخانه اصلی کشور، رود مکونگ و رود سرخ است. رود مکونگ بطول ۴ هزار کیلومتر و دلتای آن در جنوب به عنوان بزرگ‌ترین رود جنوب شرق آسیا و هفتمین رود قاره آسیا است که از کشورهای چین، تایلند و لائوس و کامبوج گذشته و به ویتنام وارد می‌شود. رود سرخ و دلتای آن در شمال محل اصلی تشکیل مدنیت در این کشور بوده‌است.

## تقسیمات کشوری

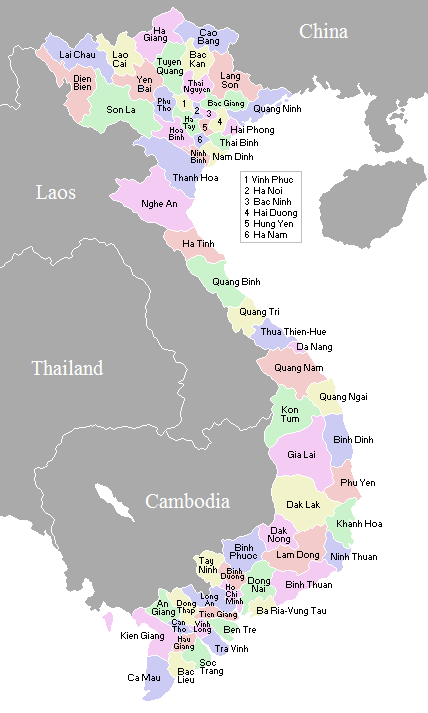
استان‌های ویتنام

### هانویی
هانویی به عنوان مرکز سیاسی و فرهنگی کشور در منطقه شمالی ویتنام قرار دارد. این شهر جزء هیچ‌یک از استان‌های کشور به حساب نیامده و دارای شهرداری مستقل است. شهرهای هوشی‌مین و هایفونگ نیز وضعیت مشابهی دارند.

### هوشی مین
هوشی‌مین یا بندر سابق سایگون مرکز حکومت ویتنام جنوبی بوده‌است که پس از خروج نیروهای آمریکایی از این کشور بنام رهبر فقید این کشور نام‌گذاری شده‌است. شهر هوشی مین در حال حاضر بزرگ‌ترین شهر کشور و قطب اصلی اقتصاد ویتنام محسوب می‌گردد. این شهر بیش از ۳۸ درصد از تولید ناخالص داخلی ویتنام را بخود اختصاص داده‌است.

### بندر هایفونگ
بندر هایفونگ یکی دیگر از مناطق استراتژیک و مهم در منطقه شمال ویتنام بشمار می‌آید. این شهر در زمان جنگ‌های استقلال طلبانه و آزادی‌خواهانه ویتنام راه اصلی مواصلاتی نیروهای شمالی کشور بوده‌است. در حال حاضر این بندر با سرمایه‌گذاری‌های صورت گرفته یکی از قطب‌های اقتصادی ویتنام است.

### هویه
هویه واقع در جنوبی‌ترین قسمت منطقه شمالی ویتنام و یکی از قطب‌های گردشگری فرهنگی ویتنام بشمار می‌آید.

### دانانگ
دانانگ یکی از مهم‌ترین مراکز جمعیتی و بندر در مرکز کشور ویتنام و در حال حاضر سومین شهر پر جمعیت ویتنام است.

## آب و هوا
ویتنام دارای آب و هوای موسمی استوایی است. منطقه شمالی به‌واسطه مجاورت با چین هوایی کاملاً استوایی ندارد ولیکن قسمت جنوبی این کشور دارای آب و هوایی استوایی است. متوسط دما در هانوی ۲۳ درجه و در هوشی مین ۲۶ درجه سانتی گراد است.

## حکومت و سیاست
ویتنام یک جمهوری سوسیالیستی متمرکز مارکسیست–لنینیستی تک‌حزبی، و یکی از دو دولت کمونیستی (در کنار لائوس) در جنوب شرق آسیا است. گرچه ویتنام رسماً به سوسیالیسم به عنوان کیش تعریف کننده اش متعهد مانده، سیاست‌های اقتصادیش به‌طور فزاینده ای سرمایه‌دارانه شده، و اکونومیست مشخصه رهبری آن را «کمونیست‌های به نحو پرشوری سرمایه‌دار» خوانده‌است.
بر اساس قانون اساسی، حزب کمونیست ویتنام (CPV) نقش خود را در همه شاخه‌های سیاست و جامعه اعمال می‌کند. رئیس‌جمهور رئیس کشور منتخب و فرمانده کل قوای مسلح است، و به عنوان رئیس شورای عالی دفاع و امنیت فعالیت می‌کند، و دارای دومین مقام عالی‌رتبه و نیز ایفاگر نقش‌های اجرایی و انتصابات دولتی و تعیین خط مشی است.

### سیاست خارجی

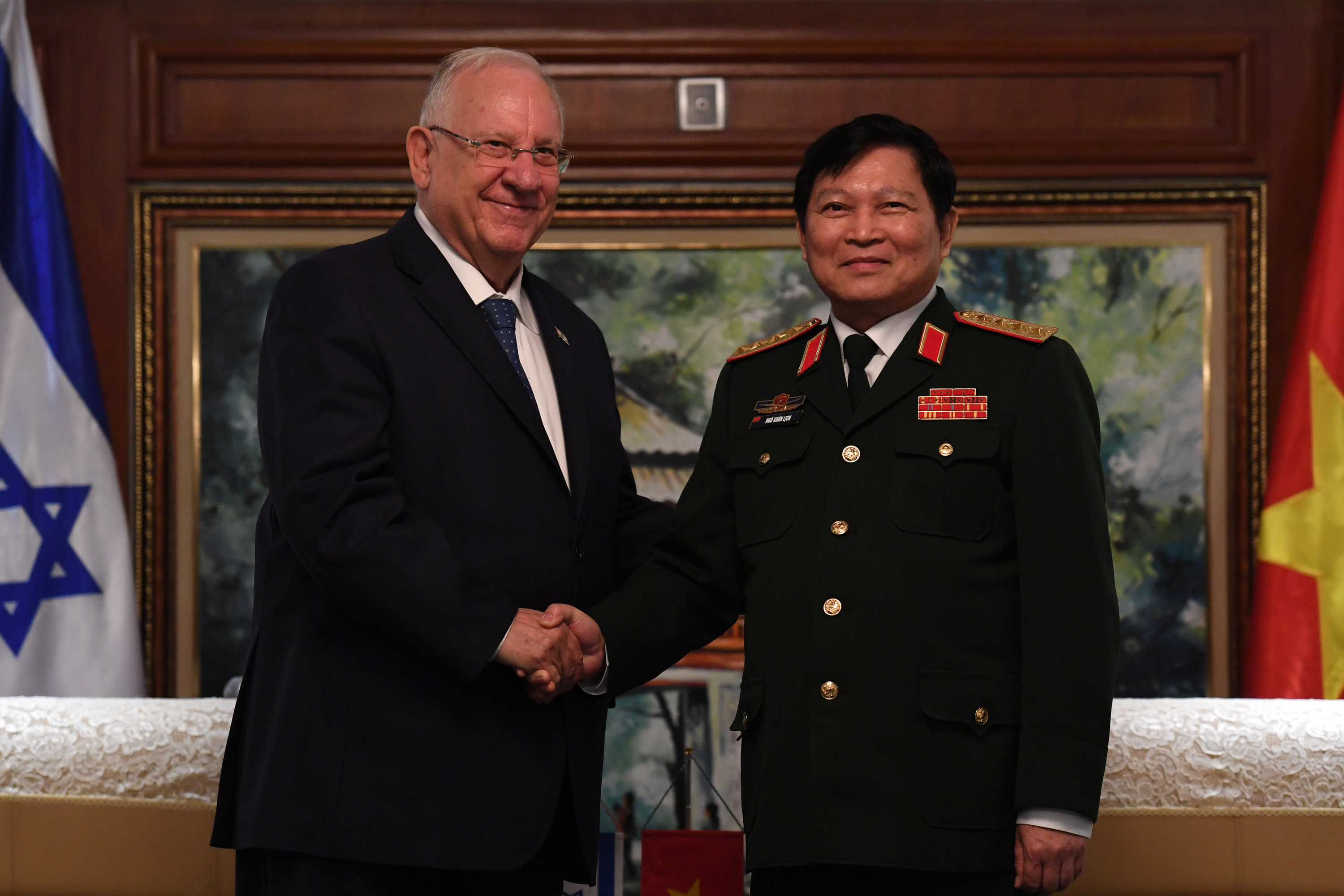
وزیر دفاع ویتنام و ریولین رئیس‌جمهور اسرائیل، مارس ۲۰۱۷‏

سیاست خارجی کنونی ویتنام متشکل از پیاده‌سازی خط مشی استقلال، خوداتکایی، صلح، همکاری و توسعه و نیز بازبودن، تنوع بخشی و چندجانبه‌گرایی با روابط بین‌الملل است. این کشور خود را دوست و شریک همه کشورها در جامعه بین‌المللی، فارغ از پیوستگی سیاسی آنها، از طریق شرکت کردن در پروژه‌های توسعه همکاری منطقه ای و بین‌المللی اعلام کرده‌است. از دهه ۱۹۹۰، ویتنام گامهای کلیدی متعددی برای بازگردانی پیوندهای دیپلماتیک با جهان غرب سرمایه دارانه برداشته است. این کشور از قبل با کشورهای غربی کمونیستی در دهه‌های پیشتر روابط داشت.
روابط با ایالات متحده با ارتقای سطح دفاتر نمایندگی دو کشور به جایگاه سفارت در سال ۱۹۹۵ شروع به ارتقا کرد. با رشد پیوندهای دیپلماتیک بین دو حکومت، ایالات متحده یک کنسولگری در هو شی مین سیتی و ویتنام کنسولگری خود در سان فرانسیسکو را افتتاح کردند. روابط کامل دیپلماتیک با نیوزیلند، نیز که سفارت خود را در ۱۹۹۵ در هانوی افتتاح کرد برقرار شد؛  ویتنام در سال ۲۰۰۳ سفارت خود را در ولینگتون افتتاح کرد. پاکستان نیز در اکتبر ۲۰۰۰ سفارت خود را در هانوی بازگشایی کرد و ویتنام سفارت خود را در اسلام‌آباد در دسامبر ۲۰۰۵ و دفتر تجاری خود در کراچی را در نوامبر ۲۰۰۵ افتتاح کرد.
در مه ۲۰۱۶, رئیس‌جمهور آمریکا باراک اوباما روابط با ویتنام را پس از اعلام رفع تحریم سلاح به ویتنام بیش از پیش عادی کرد. امروزه ویتنام با وجود تاریخ گذشته‌اش، یکی از متحدین بالقوه آمریکا، مخصوصاً در زمینه ژئوپولیتیک مناقشات ارضی در دریای جنوبی چین در برابر توسعه طلبی چین تلقی می‌شود.

### حقوق بشر و مسائل اجتماعی‌سیاسی

تیت وین کوانگ رهبر اپوزیسیون دولت ویتنام

بر اساس قانون اساسی، حزب کمونیست ویتنام تنها حزب مجاز به حکمرانی است، فعالیت همه دیگر احزاب غیرقانونی است. دیگر مسایل حقوق بشری معطوف آزادی انجمن، آزادی بیان، آزادی ادیان، و آزادی رسانه اند. در سال ۲۰۰۹, له کونگ دین وکیل ویتنامی دستگیر و به جرم براندازی محکوم شد؛ تعداد زیادی از مرتبطین با او نیز دستگیر شدند. عفو بین‌الملل او و مرتبطین زندانی او را زندانی عقیدتی خواند. ویتنام همچنین دچار قاچاق انسان و مسایل مرتبط بوده‌است.
درسال ۲۰۱۲ میلادی ویتنام در سفری که رئیس جمهور چین به این کشور داشت، به اشتباه از پرچم ۶ ستاره برای چین (۱ ستاره بزرگ و ۵ کوچک) استفاده کرده بود.

## اقتصاد
کشور ویتنام از سال ۱۹۵۵ تا ۱۹۷۵ گرفتار جنگی خانمان‌سوز شد که بخش قابل‌توجهی از مردم را درگیر قحطی و فقر کرد. تلاش‌های ویتنام قبل از دهه ۹۰، نتوانست موتور اقتصاد این کشور جنگ‌زده را روشن کند، اما در سه دهه اخیر ویتنام با درس گرفتن از اشتباهات گذشته خود، اصلاحات اقتصادی را در دستورکار قرار داد. «آزادسازی اقتصادی»، «عقد توافق‌نامه‌های تجاری با دیگر کشورهای منطقه»، «ثبات اقتصاد کلان» و «اصلاح سیاست‌های پولی و مالی» اقتصاد این کشور را متحول ساخت.
براساس آمارهای بانک جهانی، صادرات ویتنام در سه دهه اخیر ۱۰۰برابر شده‌است. نکته جالب فتح بازار آمریکاست؛ اگرچه این کشور بزرگ‌ترین آسیب‌های جنگی را از آمریکا دید، اما در حال حاضر صادرات این کشور به آمریکا به ۶۱ میلیارد دلار رسیده‌است. طی این مدت همچنین متوسط درآمد ویتنامی‌ها حدود ۳۰ برابر شده‌است. براساس آمارها، جمعیت زیر خط فقر نیز از ۶۰ درصد جمعیت به کمتر از ۵ درصد رسیده‌است که این امر نشان می‌دهد این کشور در مسیر توسعه اقتصادی قرار دارد.
واحد پول این کشور دونگ نام دارد. هر دونگ ویتنام معادل ۰٫۰۰۰۰۴ دلار آمریکا و هر دلار آمریکا معادل ۲۳٬۰۷۰ دونگ می‌باشد. (آوریل ۲۰۲۲).
ویتنام، کشوری است که نامش بیشتر تداعی‌کننده جنگ با آمریکا است. بررسی آمارهای دو دهه اخیر نشان می‌دهد که ویتنام در جبهه اقتصادی، درحال رقم زدن یک پیروزی است. در یک دهه اخیر، ویتنام از کشورهای جنوب شرقی آسیا، بین کشورهای دنیا یکی از بیشترین رشدهای اقتصادی سالانه را داشته‌است.
اگر چه اقتصاد این کشور راه زیادی تا رسیدن به اقتصاد کشورهای همجوار خود یعنی سنگاپور و تایوان دارد ولی رشد اقتصادی در یک دهه اخیر و پتانسیل‌های بالقوه اقتصادی در این کشور نوید توسعه اقتصادی در سال‌های آینده را نیز می‌دهد. رویکرد جدید سیاست‌گذاران از اواخر دهه ۸۰ میلادی نقش مؤثری در رشد اقتصادی در سال‌های بعد از آن داشته‌است. در این تغییر رویکرد، سیاست‌گذار از یک اقتصاد مبتنی بر برنامه‌ریزی مرکزی به بازار آزاد تمایل پیدا کرده و تجارت آزاد در دستورکار قرار گرفته‌است. در نتیجه این تغییر سیاستی با وجود افزایش جمعیت به اندازه ۲۵ درصد از سال ۱۹۹۰ تا سال ۲۰۱۹ درآمد سرانه از ۹۵ دلار به ۲۷۱۵ دلار رسیده‌است و در همین مدت خط‌فقر نیز از ۶۰ درصد به کمتر از ۵ درصد رسیده‌است.
نکته جالب توجه اینکه ویتنام از معدود کشورهای منطقه جنوب غربی آسیا محسوب می‌شود که در سال ۲۰۲۰ گرفتار رکود نشد. براساس آخرین آمار در سال ۲۰۱۹ این کشور بیش از ۶۰ میلیارد دلار به آمریکا صادر کرده‌است، همچنین میزان واردات این کشور از آمریکا در سال ۲۰۱۹ به میزان ۳/ ۱۴ میلیارد دلار بوده‌است.
سیاست‌های کمونیستی در پساجنگ ویتنام از سال‌های ۱۹۵۵ تا سال ۱۹۷۵ درگیر جنگ فرسایشی میان نیروهای کمونیستی و ضدکمونیستی بود. بعد از اتمام جنگ در سال ۱۹۷۵ و اتحاد دو ویتنام شمالی و جنوبی، دولت این کشور به دست سیاست‌مداران کمونیست افتاد و در نتیجه این رویداد یک اقتصاد دستوری و برنامه‌ریزی شده به کشور تحمیل شد.
برنامه‌های پنج‌ساله اقتصادی با رویکرد کمونیستی، سیاست تثبیت دستوری قیمت‌ها و اتکا به کشاورزی اشتراکی در سال‌های بعد از جنگ باعث شد کشور در حوزه اقتصاد پیشرفت چشمگیری نداشته باشد. تجارت محدود با کشورهای کمونیستی تأثیر مطلوبی بر اقتصاد نداشت و علاوه بر اینها فروپاشی شوروی و تغییر سیاست‌های اقتصادی چین، نگاه جهانی به اقتصاد را نیز تغییر داد. نتیجه سیاست‌های کمونیستی بعد از جنگ حتی به خود سیاست‌گذاران ثابت کرد که نمی‌توانند با این سیاست‌ها توفیق چندانی در بهبود شرایط اقتصادی کشور داشته باشند. در مجموع در سال‌های بعد از جنگ، اقتصاد و زیرساخت‌های کشور به‌طور کامل نابود شده بود و سیاست‌های اقتصادی بعد از جنگ نیز کمکی به حل مشکلات اقتصادی در کشور نکرد.
شروع اصلاحات اقتصادی از سال ۱۹۸۶ دولت سیاست جدیدی را تحت عنوان تغییر جدید «Doi Moi» به اجرا گذاشت. 

ناحیه بازرگانی مرکزی شهر چی‌مین بزرگ‌ترین شهر ویتنام

تمرکز این سیاست‌گذاری جدید بر روی لغو اقتصاد دستوری و حرکت به سمت اقتصاد بازار آزاد بود. همچنین طی این شیفت سیاستی، اقتصاد بسته کشور برای تجارت آزاد با کشورهای دیگر منطقه و جهان باز شد. توجه برنامه جدید بیشتر بر روی مسائل کشاورزی بود که حدود ۷۰ درصد از نیروی کار را به خود اختصاص می‌داد و براساس این برنامه، بخش کشاورزی از مدیریت اشتراکی درآن سال‌ها به کشاورزی مبتنی بر سود شخصی شیفت کرد، به این معنی که کشاورزان می‌توانستند تولیدات خود را قیمت‌گذاری کرده تا سود خود را در این زمینه بیشینه کنند. در نتیجه این تغییر در سیاست‌گذاری در بخش کشاورزی، تولیدات این گروه از کالاها در ویتنام با افزایش قابل ملاحظه‌ای روبه‌رو شد. این اصلاحات، تنها در بخش کشاورزی نماند و در ادامه سیاست‌گذاران به سراغ اصلاحات ساختاری در اقتصاد کلان نیز رفتند. ابتدا ارزش پول رایج ویتنام (dong) را نسبت به دلار کاهش دادند و به تدریج سیاست‌گذاران به‌دنبال اصلاحات پولی و مالی دیگر هم رفتند. در همین راستا دولت به‌طور جدی حل معضل کسری بودجه را دستور کار خود قرار داد. البته دولت پا را از این هم فراتر گذاشت و از دهه ۹۰ میلادی، خصوصی‌سازی صنایع دولتی توسط تکنوکرات‌های ویتنامی آغاز شد که در نتیجه آن، ۱۲ هزار شرکت دولتی در سال ۱۹۸۹ به کمتر از ۶۰۰ شرکت در سال ۲۰۱۶ رسید. البته دولت قبل از خصوصی‌سازی در اقتصاد به آزادسازی اقتصاد روی آورده بود و تا حد امکان فضا را برای رونق کسب‌وکارهای خصوصی آماده کرده بود؛ به‌همین دلیل خصوصی‌سازی در این کشور توانست موفقیت قابل قبولی پیدا کند.

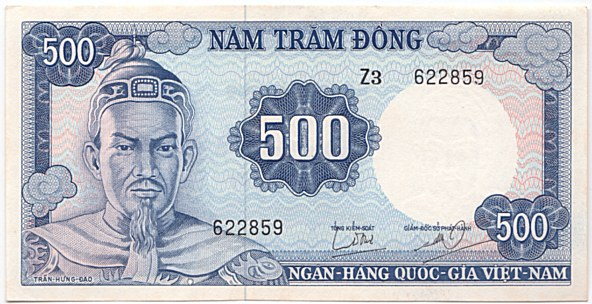
دانگ ویتنام دومین پول رایج بی‌ارزش جهان پس از ریال ایران.

میوه اصلاحات برای اقتصاد ویتنام برنامه تغییر جدید «Doi Moi» تأثیری پایدار بر اقتصاد ویتنام داشت و باعث شد ویتنام از کشوری فقیر در سال‌های بعد از جنگ به کشوری با درآمد متوسط بدل شود. در میانه این اصلاحات در ویتنام، چین نیز به مرور زمان درحال از دست دادن مزیت رقابتی خود بود و در همین حال نگاه آمریکا به چین نیز داشت رنگ و بوی امنیتی به خود می‌گرفت که این امر ریسک سیاسی مهمی برای سرمایه‌گذاری خارجی در این کشور محسوب می‌شد. در همین زمینه ویتنام جایگزین خوبی برای سرمایه‌گذاران کشورهای غربی بود و اصلاحات سیاستی در این کشور به سرمایه‌گذاران این اطمینان را داد که حداقل ریسک سیاسی به اقتصاد ویتنام ضربه نخواهد زد. بررسی‌ها نشان می‌دهد که در سال ۲۰۱۹ میزان تولید ناخالص داخلی این کشور به میزان ۲۶۱ میلیارد دلار بوده‌است. این رقم در سال ۲۰۰۰ حدود ۳۰ میلیارد دلار بوده‌است، یعنی در دو دهه اخیر یک مسیر صعودی با شیب زیاد را طی کرده‌است. در بین سال‌های ۲۰۰۲ و ۲۰۱۸ تولید ناخالص داخلی سرانه (به قیمت‌های ثابت سال ۲۰۱۰) ۷/ ۲ برابر شد. در سال ۲۰۱۹ رقم تولید ناخالص داخلی سرانه از مرز ۲ هزار و ۷۰۰ دلار نیز فراتر رفت.

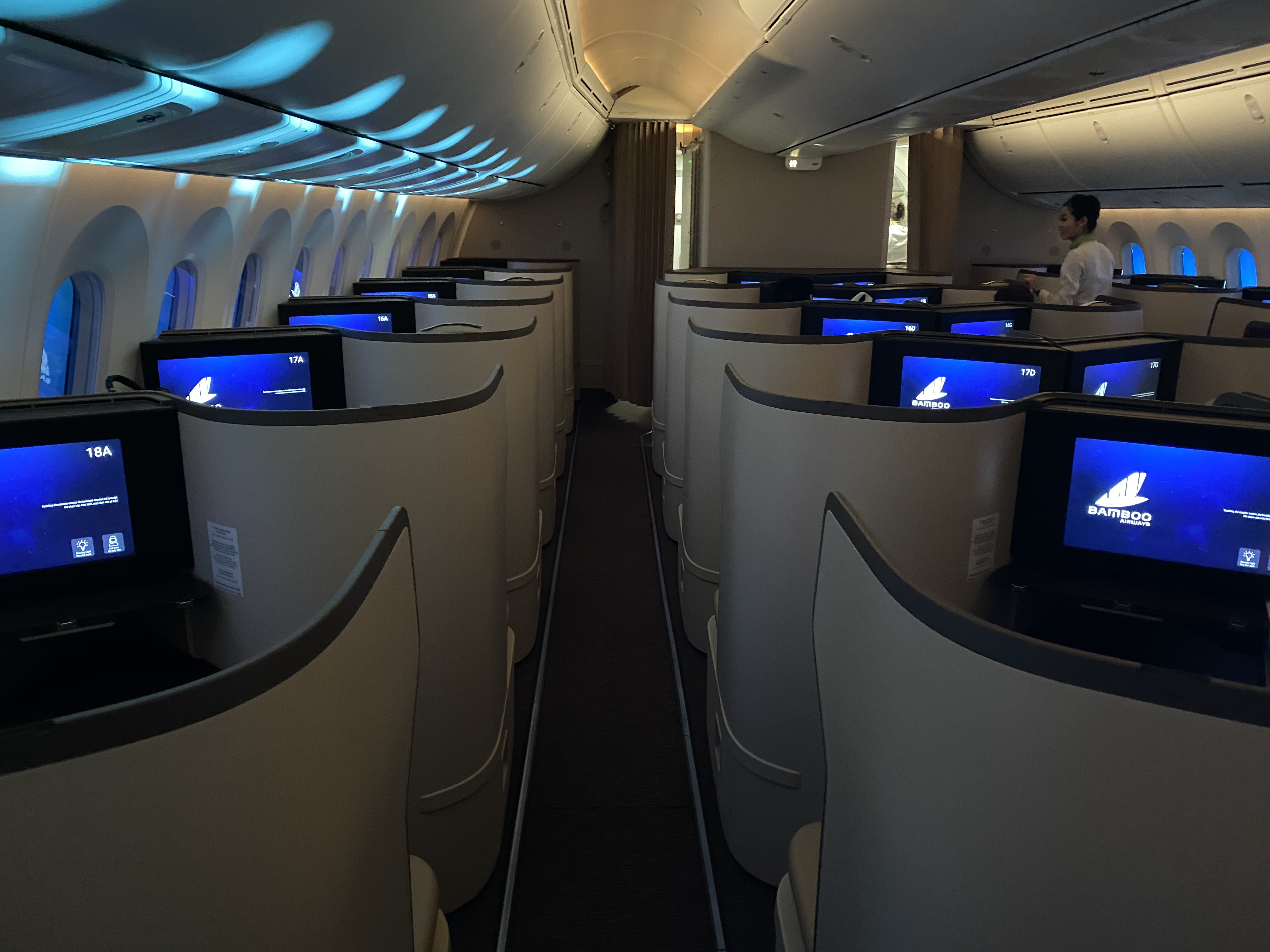
بوئینگ ۷۸۷ دریم‌لاینر شرکت بامبو ایرویز

همچنین در همین مدت ۴۵ میلیون نفر از خط فقر مطلق رهایی جسته‌اند و درحال‌حاضر صرفاً ۵ درصد از جمعیت، توسط دولت فقیر محسوب می‌شوند که براساس برآوردهای بانک جهانی اکثر این فقیران (حدود ۸۶ درصد از آنها) از اقلیت‌های نژادی هستند. در سال‌های ۲۰۱۸ و ۲۰۱۹ اقتصاد ویتنام رشد بیش از هفت درصدی داشته که بین کشورهای آن منطقه و جهان از سریع‌ترین رشدهای اقتصادی به‌حساب می‌آید. نکته جالب توجه اینکه ویتنام از معدود کشورهای منطقه جنوب شرقی آسیا بود که در سال ۲۰۲۰ گرفتار رکود نشد و توانست رشد اقتصادی را حتی در میانه این پاندمی نیز تجربه کند. علاوه بر سیاست‌های آزادسازی اقتصاد و خصوصی‌سازی، تجارت آزاد با کشورهای منطقه و جهان نیز تأثیر بسزایی در رشد اقتصادی ویتنام در سه دهه اخیر داشته‌است از سال ۲۰۰۷ ویتنام به سازمان تجارت جهانی «WTO» پیوسته و از آن سال تا به امروز ده‌ها موافقت‌نامه تجاری را با دیگر کشورها امضا کرده‌است. مهم‌ترین شریک تجاری ویتنام کشورهای جنوب غربی آسیا محسوب می‌شوند و ویتنام در دو دهه اخیر فواید بسیاری را از تجارت جهانی با این کشورها به‌دست آورده‌است. 

فعالیت های ویت‌تل شرکت مخابرات ویتنامی در خارج از کشور

تجارت آزاد با دیگر کشورها در دو دهه اخیر با وجود افزایش صادرات، واردات را نیز افزایش داده که این امری اجتناب‌ناپذیر بوده‌است. براساس آمارهای سال ۲۰۱۹، میزان صادرات این کشور در سال ۲۰۱۹ به رقم ۲۶۴ میلیارد دلار و رقم واردات این کشور به ۲۵۳ میلیارد دلار رسیده‌است. در سال ۱۹۹۰ این کشور تنها ۳/ ۲ میلیارد دلار صادرات داشت. نکته قابل توجه این است که بیشترین صادرات این کشور به آمریکا بوده که در سال ۲۰۱۹ به میزان ۶۱ میلیارد دلار به این کشور صادرات داشته‌است.

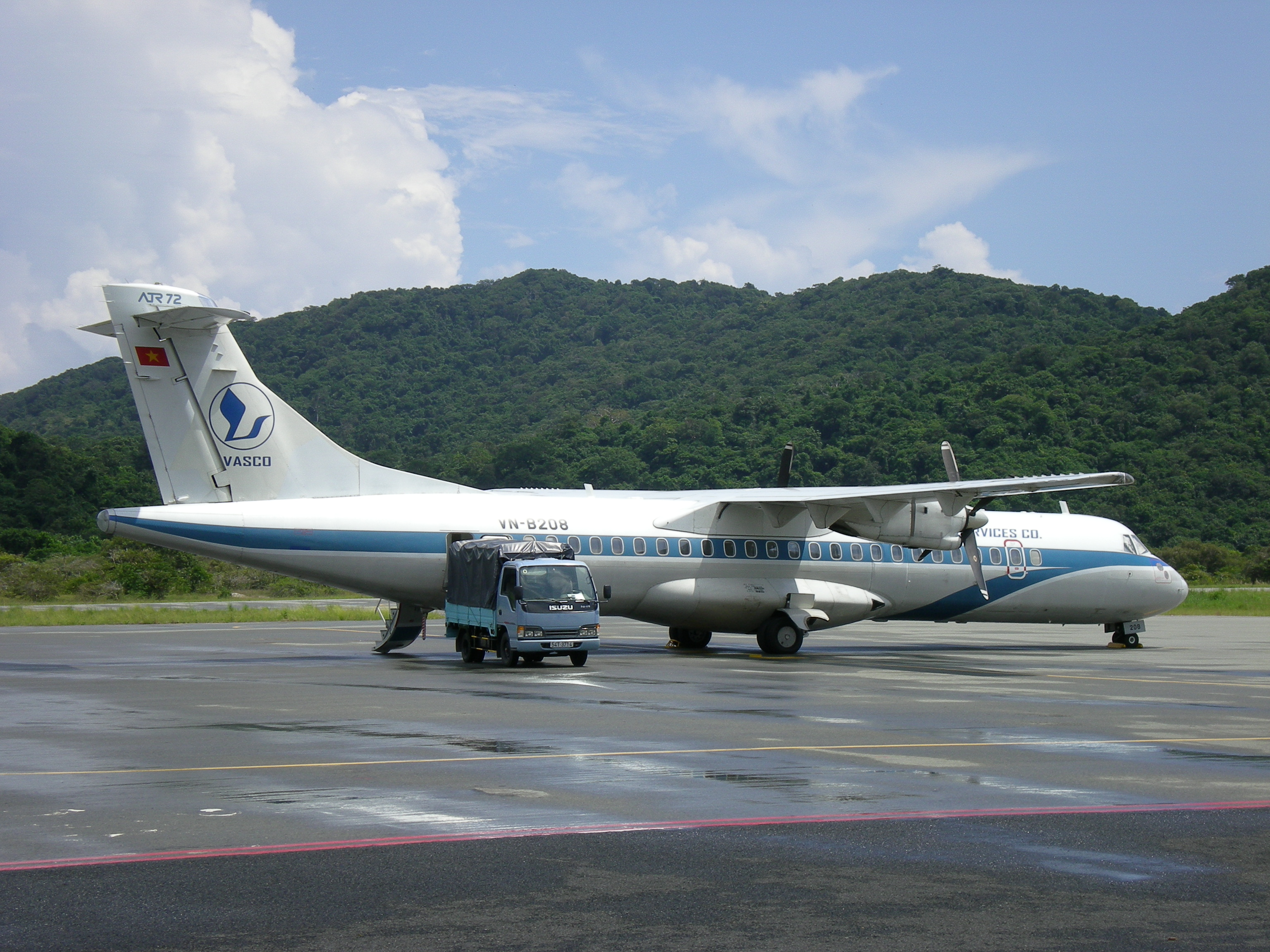
هواپیمای ای‌تی‌آر ۷۲ از شرکت ویتنام ایر سرویسز کمپانی

پتانسیل‌های رشد اقتصادی مهم‌ترین مولفه رشد اقتصادی ویتنام در سه دهه اخیر در گرو نیروی کار خود بوده‌است. بیش از ۵۵ درصد از جمعیت ویتنام کمتر از ۳۵ سال دارند و شاخص سرمایه انسانی از سال ۲۰۱۰ تا به امروز از ۶۶ درصد به ۶۹ درصد رسیده‌است که موفقیت بزرگی برای سیاست‌گذاران ویتنامی محسوب می‌شود زیرا در دو دهه اخیر سرمایه‌گذاری‌های دولتی در بخش آموزش بسیار بیشتر شده بود. این شاخص درحال‌حاضر در ایران ۵۹ درصد، بین کشورهای با درآمد بالا بیشتر از ۷۰ درصد و سنگاپور با داشتن شاخص ۸۸ درصدی از همه کشورها در این زمینه بالاتر است. ویتنام بین کشورها با درآمد متوسط بهترین عملکرد را در این شاخص نشان می‌دهد. همچنین به باور صاحب‌نظران، طبقه متوسط ویتنام به مرور درحال رشد است که این امر را به خوبی می‌توان در شاخص سرمایه انسانی و نرخ مشارکت اقتصادی به خوبی مشاهده کرد. درحال‌حاضر نرخ مشارکت اقتصادی در ویتنام ۸۰ درصد است. این درحالی است که نرخ مشارکت میانگین در اروپا حدود ۵۷ درصد، در ایالات‌متحده آمریکا ۴/ ۶۱ و در ایران حدود ۴۰ درصد اندازه‌گیری شده‌است.
چالش‌های کشور ۹۶ میلیون نفری ویتنام اگر چه پیشرفت‌های مهمی را در سال‌های اخیر تجربه کرده‌است ولی همچنان اقتصاد این کشور راه سختی را برای رشدهای اقتصادی بالا پیش روی خود دارد. در این کشور ۹۶ میلیون نفری کمتر از ۲۵ درصد از نیروی کار در ویتنام قرارداد شغلی دارند و هنوز حدود ۴۰ درصد از نیروی کار در بخش کشاورزی فعالیت می‌کنند.
همچنین جمعیت جوان در ویتنام به سرعت درحال پیر شدن است و این موضوع تهدیدی جدی برای این کشور محسوب می‌شود. قبل از ویتنام، بقیه کشورهای همسایه این کشور به‌خصوص ژاپن، این تهدید را پشت‌سر گذاشته و از این مرحله به سلامت عبور کرده بودند. براساس برآوردها تعداد افراد بالای ۶۵ سال تا سال ۲۰۳۵ از حدود ۷ درصد به ۱۴ درصد خواهد رسید که این امر زنگ خطری برای اقتصاد این کشور محسوب می‌شود. بانک جهانی همچنین عدم شمول اقلیت‌های نژادی در اقتصاد را از تهدیدات جدی پیش‌رو به حساب می‌آورد و به دولت این کشور پیشنهاد داده‌است که اقدامات متناسبی برای رفع این معضل انجام دهد.

## کشاورزی
طبق گزارش فائو درسال ۲۰۱۹، این کشور دارای ۱۲٬۱۷۲٬۰۰۰ هکتار اراضی قابل کشت و ۱۴٬۳۷۷٬۰۰۰ هکتار اراضی جنگلی بوده‌است.